# Aeroportul Muş
Aeroportul Muş (IATA: MSR, ICAO: LTCK) este un aeroport din Turcia ce deservește zona Muş. Aeroportul a fost tranzitat în 2022 de 331.576 de pasageri. A fost deschis în 1992 și numit după zona deservită.
Situat la o altitudine de 1.267 m, aeroportul dispune de o singură pistă. Este operat de General Directorate of State Airports (Turkey)⁠(d).